# 結核の培養転換
結核の培養転換（ばいようてんかん、英: culture conversion）は、結核に感染した人物から採取された試料から結核の細胞培養がなされなくなる時点を示す、診断上の基準である。培養転換は、結核が治癒しているまたは結核から回復しつつあることを示す予後マーカーである。